# 滑川市スポーツ・健康の森公園
滑川市スポーツ・健康の森公園（なめりかわしスポーツけんこうのもりこうえん）は、富山県滑川市柳原にある運動公園である。

## 概要
東海電極中越南工場の跡地に2013年11月9日に完成。完成記念式典には、やり投げ日本代表の村上幸史らトップアスリートも招待された。
これより先、同年4月2日には、滑川有恒LCによりあずまやが寄贈されている。

## 施設
陸上競技トラック
全8レーン。400mトラックは、2012年ロンドンオリンピックの会場でも採用された合成ゴム系シート（スーパーX）の全天候型舗装がされている。
インフィールド（芝生広場）
一般用サッカー試合（105ｍ×68ｍ）が1面（少年サッカーは2面）設置できる広さを持つ。芝生の種類は高麗芝で、内部にはクスノキが3本植樹されている。
外周ランニング走路
トース土工法で舗装された約630mの走路。
サーキットトレーニング
体力づくりを目的に、40m砂場走路、鉄棒、平均台などが設置されている。
多目的広場
多目的芝生広場（面積10,240m2）、ランニング走路、子ども元気広場、長寿いきいき広場などが設置されている。
管理棟

## 付近にある施設
- サン・アビりティーズ滑川
- 滑川屋内温水プール
- 滑川市総合体育館
- 富山医療福祉専門学校